# Heliotropium crassifolium
Heliotropium crassifolium är en strävbladig växtart som beskrevs av Pierre Edmond Boissier. Heliotropium crassifolium ingår i Heliotropsläktet som ingår i familjen strävbladiga växter. Inga underarter finns listade i Catalogue of Life.